# كأس فرنسا 2012–13
كأس فرنسا 2012–13 (بالفرنسية: Coupe de France de football 2012-2013)‏ هو الموسم 96 من  كأس فرنسا. أقيم خلال الفترة 16 سبتمبر 2012 وحتى 31 مايو 2013، وأشرف على تنظيمه اتحاد فرنسا لكرة القدم، وكان عدد الأندية المشاركة فيه  7656، وفاز فيه جيروندان بوردو.